# Kana (maison d'édition)
 (février 2022).
Si vous disposez d'ouvrages ou d'articles de référence ou si vous connaissez des sites web de qualité traitant du thème abordé ici, merci de compléter l'article en donnant les références utiles à sa vérifiabilité et en les liant à la section « Notes et références ».
Pour les articles homonymes, voir Kana (homonymie).
Kana est une maison d'édition filiale du groupe Dargaud créée en 1996 comme un label spécialisé dans l'édition de manga.

## Historique
À l'initiative d'Yves Schlirf, libraire bruxellois proche du groupe Dargaud et passionné de manga, Kana est créé en 1996 et commence en publiant deux manhwa de Hyun Se Lee, Angel Dick et Armagedon. Armagedon est arrêté en cours de publication alors que l'éditeur se recentre vers la bande dessinée japonaise. Kana publie d'autres ouvrages orientés essentiellement vers le shōnen avec des titres comme Détective Conan, Slam Dunk, Saint Seiya, Hunter X Hunter, Yu-Gi-Oh! ou encore Yū Yū Hakusho.
En 2001 Kana ouvre sa collection shōjo avec Basara de Yumi Tamura, puis La Rose de Versailles de Riyoko Ikeda. L'éditeur publie également du seinen, avec par exemple Monster de Naoki Urasawa et plus tard Le Sommet des dieux de Jirō Taniguchi. La première moitié des années 2000 est marquée par les grands succès de Yu-Gi-Oh! et Naruto chez l'éditeur. En 2007 l'éditeur publie le manga Death Note.

## Manga

### Catalogue
|  | Manga / Manhua / Manhwa dont la commercialisation a été arrêtée. |

Dernière mise à jour : 14 août 2024.

## Numérique
Les Éditions Kana proposent leurs titres en numérique sur plusieurs plateformes légales.
Tout d'abord chez Izneo, avec un système d'achat à l'acte. Et plus récemment sur la plateforme de lecture à l'abonnement Mangas.io. 

### Documentation
- Yves Schlirf (int. Hervé Brient), « Entretien avec Yves Schlirf », dans Manga 10 000 Images n°3, Versailles : Éditions H, septembre 2010, p. 108-11.
- Philippe Peter, « Life, une collection de mangas pour jeunes actifs », dBD, no 143,‎ mai-juin 2020, p. 48-49.